# Terry Taylor (baloncestista)
Terry Taylor (Bowling Green, Kentucky, 23 de septiembre de 1999) es un baloncestista estadounidense que pertenece a la plantilla de los Stockton Kings de la G League. Con 1,93 metros de estatura, juega en la posición de escolta.

## Trayectoria deportiva

### Universidad
Jugó cuatro temporadas con los Governors de la Universidad Estatal Austin Peay, en las que promedió 19,7 puntos, 9,8 rebotes, 1,2 asistencias, 1,0 robos de balón y 1,0 tapones por partido. En su primera temporada fue elegido freshman del año de la Ohio Valley Conference e incluido en el mejor quinteto de la conferencia, algo que sucedería en sus cuatro temporadas como universitario. Además, en 2020 y 2021 se alzó con el galardón de Jugador del Año de la OVC.

#### Estadísticas
| Año     | Equipo      | PJ  | PT  | MPP  | %TC  | %3P  | %TL  | RPP  | APP | ROB | TPP | PPP  |
| ------- | ----------- | --- | --- | ---- | ---- | ---- | ---- | ---- | --- | --- | --- | ---- |
| 2017–18 | Austin Peay | 34  | 34  | 31.5 | .541 | .432 | .730 | 8.6  | .7  | .6  | 1.0 | 15.6 |
| 2018–19 | Austin Peay | 33  | 33  | 33.1 | .531 | .340 | .741 | 8.9  | 1.7 | 1.1 | .9  | 20.5 |
| 2019–20 | Austin Peay | 33  | 33  | 36.6 | .550 | .320 | .652 | 11.0 | 1.1 | 1.3 | 1.3 | 21.8 |
| 2020–21 | Austin Peay | 27  | 27  | 37.0 | .521 | .279 | .794 | 11.1 | 1.6 | 1.2 | .9  | 21.6 |
| Total   | Total       | 127 | 127 | 34.4 | .536 | .341 | .725 | 9.8  | 1.4 | 1.0 | 1.0 | 19.7 |

### Profesional
Tras no ser elegido en el Draft de la NBA de 2021, el 5 de agosto fichó por Indiana Pacers, pero fue despedido el 16 de octubre antes del comienzo de la temporada. Nueve días después, firmó con los Fort Wayne Mad Ants de la G League como jugador afiliado. Promedió 19,5 puntos, 12,1 rebotes, 2,3 asistencias y 1,3 tapones en 11 partidos.
El 15 de diciembre de 2021 firmó un contrato dual con los Indiana Pacers, que le permite seguir jugando además en los Mad Ants. El 7 de abril de 2022, renueva con un contrato estándar con los Pacers.
El 9 de febrero de 2023, es cortado por los Pacers, firmando con Chicago Bulls el 22 de febrero. En agosto de 2023 acuerda un contrato estándar con los Bulls. El 4 de abril de 2024 fue despedido.
El 6 de septiembre de 2024 firma un contrato no garantizado con Sacramento Kings, pero fue despedido el 18 de octubre. El 27 de octubre se unió a su filial de la G League, los Stockton Kings. El 18 de marzo de 2025 firmó con Sacramento un contrato de 10 días. Apareció en tres partidos y, tras la expiración de su contrato, regresó a Stockton.

## Estadísticas de su carrera en la NBA

### Temporada regular
| Año     | Equipo     | PJ | PT | MPP  | %TC  | %3P   | %TL  | RPP | APP | ROB | TPP | PPP |
| ------- | ---------- | -- | -- | ---- | ---- | ----- | ---- | --- | --- | --- | --- | --- |
| 2021-22 | Indiana    | 33 | 7  | 21.6 | .614 | .316  | .706 | 5.2 | 1.2 | .4  | .2  | 9.6 |
| 2022-23 | Indiana    | 26 | 2  | 8.8  | .462 | .222  | .714 | 1.5 | .4  | .1  | .2  | 2.7 |
| 2022-23 | Chicago    | 5  | 0  | 7.2  | .900 | 1.000 | .250 | 1.6 | .0  | .0  | .2  | 4.0 |
| 2023-24 | Chicago    | 31 | 0  | 6.1  | .513 | .222  | .800 | 1.2 | .3  | .2  | .1  | 1.5 |
| 2024-25 | Sacramento | 3  | 0  | 2.1  | .000 | —     | —    | .3  | .7  | .0  | .0  | .0  |
| total   | total      | 98 | 9  | 11.9 | .579 | .288  | .687 | 2.6 | .6  | .2  | .2  | 4.6 |